# عبیدالله بن معمر
عبیدالله بن مَعمَر تِیمی یکی از اهالی قریش و پسرعموی طلحه بود که در فتح فارس شرکت داشت. او در سال ۲۹ قمری در نزدیکی استخر در طی شورش ایرانیان کشته شد.